# Dolívka

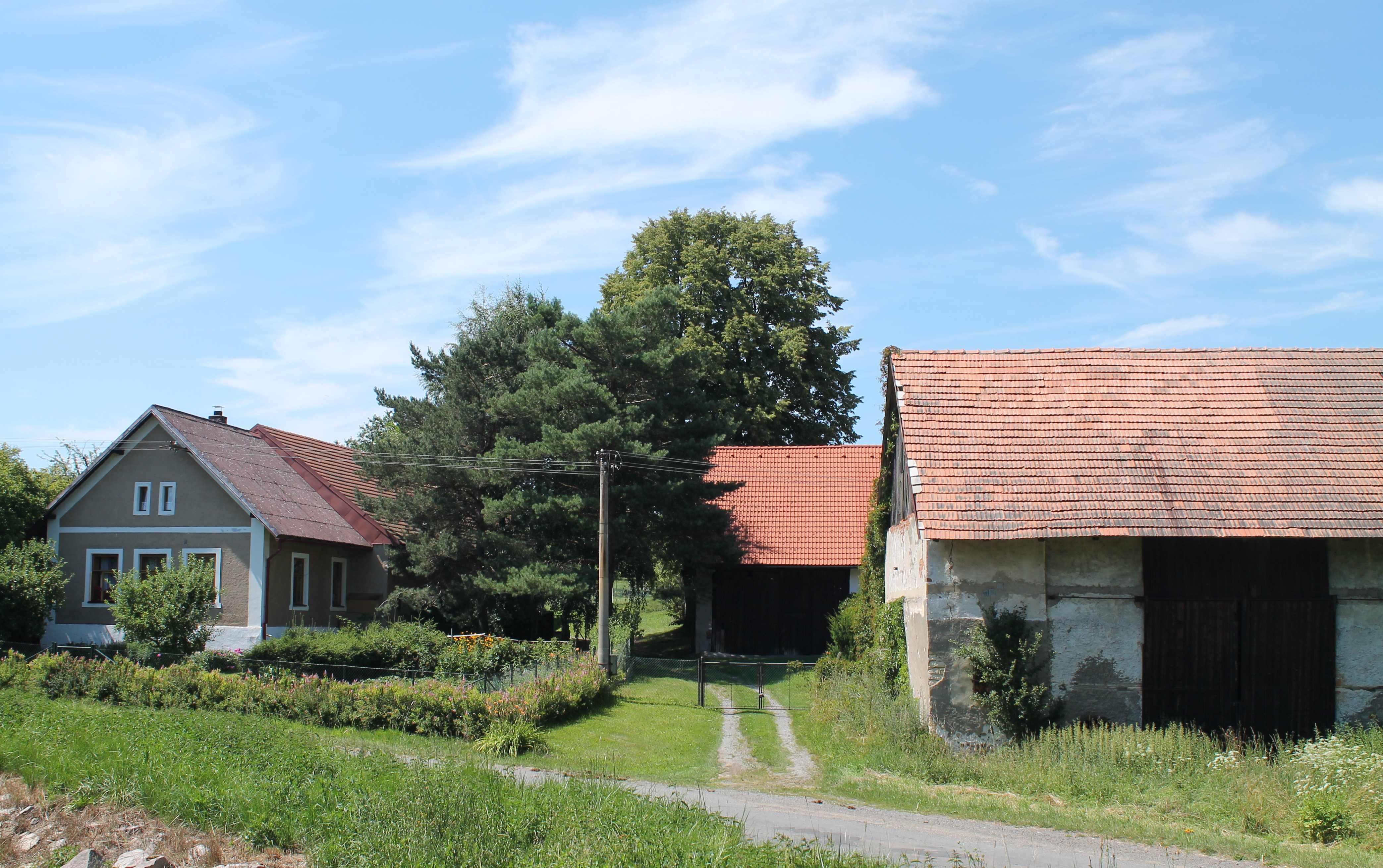
Ortsansicht

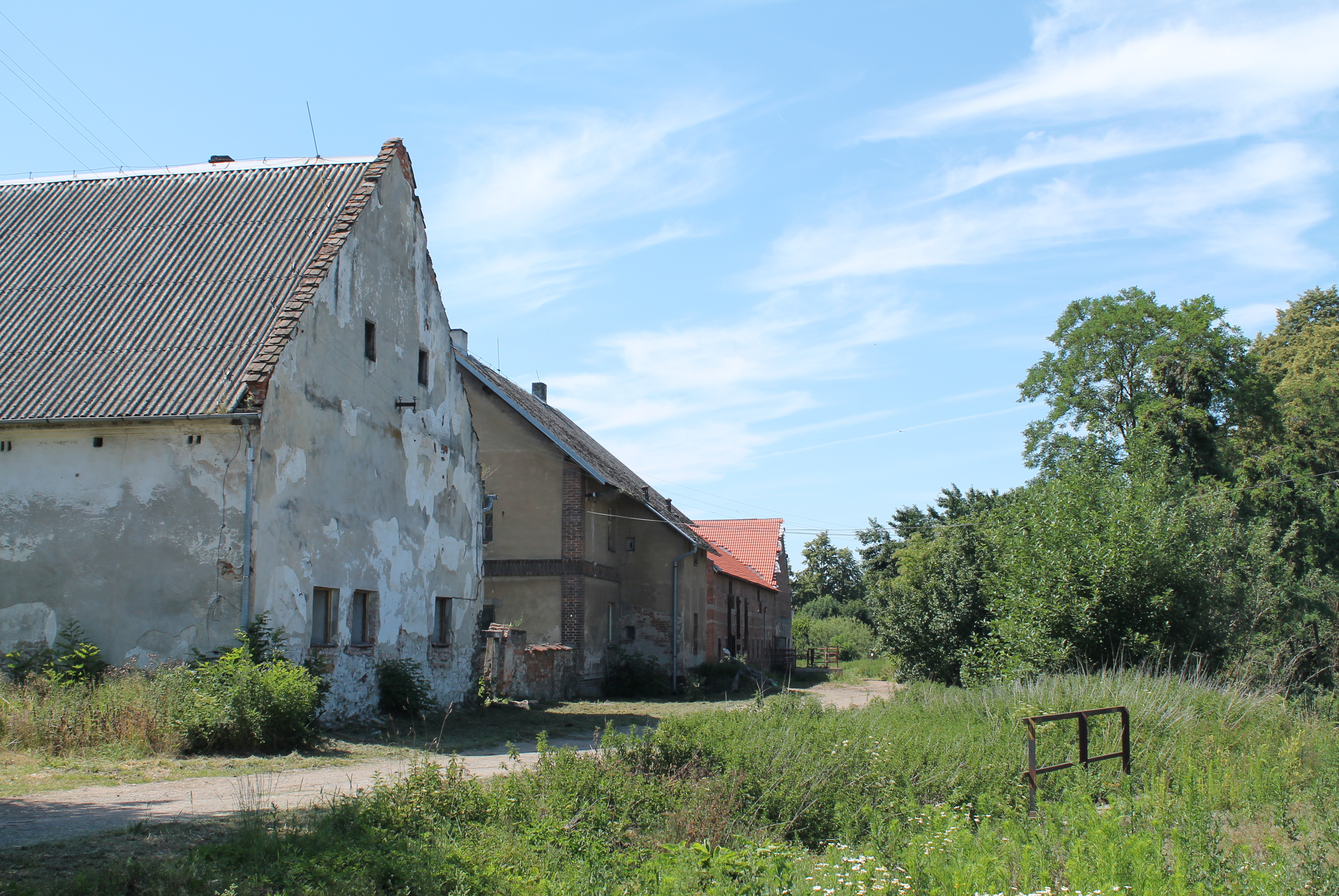
Hof Daletice

Dolívka (deutsch Doliwka) ist ein Ortsteil der Gemeinde Předhradí in Tschechien. Er liegt drei Kilometer südöstlich von Skuteč und gehört zum Okres Chrudim.

## Geographie
Die Rotte Dolívka befindet sich an einem kleinen Zufluss zum Lešanský potok in der Skutečská pahorkatina (Skutscher Hügelland). Am östlichen Ortsrand liegt der Haltepunkt Předhradí der Bahnstrecke Svitavy–Žďárec u Skutče. Auf der namenlosen Kuppe nordöstlich des Ortes liegt der Feldflugplatz Skuteč (LKSK). Südöstlich erhebt sich der Na Prutech (509 m n.m.). 
Nachbarorte sind Lažany  im Norden, Předhradí im Nordosten, Na Volavkách, Ochoz, Pangrotka und Kutřín im Osten, Lešany im Südosten, Otradov, Hesiny, Spálená Sázka und Oldřiš im Süden, Pokřikov, Raná und Oldřetice im Südwesten, Radčice und Žďárec u Skutče im Westen sowie V Láznich und Skuteč im Nordwesten.

## Geschichte
Die erste schriftliche Erwähnung des zur Herrschaft Richenburg gehörigen Ortes erfolgte 1789. 
Im Jahre 1835 bestand das im Chrudimer Kreis gelegene Rustikaldorf Doliwka aus 6 zerstreuten Häusern, in denen 33 Personen lebten. Doliwka untergliederte sich in Daletitz – einen herrschaftlichen Meierhof mit Schüttboden und Ziegelhütte –, die Schäferei Bezdietitz sowie die übrigen Wohngebäude, darunter einer Schänke an der Straße nach Richenburg, zu der eine Pappelallee führte. Pfarrort war Skutsch. Bis zur Mitte des 19. Jahrhunderts blieb Doliwka der Herrschaft Richenburg untertänig.
Nach der Aufhebung der Patrimonialherrschaften bildete Dolívka ab 1849 einen Ortsteil der Marktgemeinde Rychmburk im Gerichtsbezirk Skutsch. Ab 1868 gehörte das Dorf zum politischen Bezirk Hohenmauth. 1869 hatte Dolívka 47 Einwohner und bestand aus 7 Häusern. 1897 wurde die Bahnstrecke Polička–Skutsch errichtet, gegenüber dem Hof Daletitz entstand der Haltepunkt Richenburg. Im Jahre 1900 lebten in Dolívka 60 Personen, 1921 waren es 90. 1930 hatte Dolívka 75 Einwohner. Die Ortslage Bezděč erlosch in der zweiten Hälfte des 20. Jahrhunderts. 1949 wurde das Dorf dem neu gebildeten Okres Hlinsko zugeordnet. 1950 erfolgte die Umbenennung der Gemeinde Rychmburk in Předhradí. Seit 1961 gehört Dolívka zum Okres Chrudim. Zu Beginn des Jahres 1986 erfolgte die Eingemeindung nach Skuteč. Am 31. August 1990 lösten sich Dolívka und Předhradí von Skuteč los und bildeten die Gemeinde Předhradí. Beim Zensus von 2001 lebten in den 5 Häusern von Dolívka 3 Personen. Inzwischen hat Dolívka keine ständigen Einwohner mehr.

## Ortsgliederung
Zu Dolívka gehören die Ortslage Daletice (Daletitz) und die Wüstung Bezděč (Bezdietitz). 
Der Ortsteil ist Teil des Katastralbezirkes Předhradí u Skutče.

## Sehenswürdigkeiten
- Geschützte Winterlinde